# 山部京子
山部 京子（やまべ きょうこ、1955年 - ）は、日本の児童文学作家。
日本児童文芸家協会会員、動物文学会会員。

## 略歴
宮城県仙台市生まれ、石川県金沢市在住。宮城学院高等学校卒業。
ヤマハ音楽教室の講師を経て、1989年少女小説『あこがれあいつに恋気分』でデビュー。

## 作品リスト
- 『あこがれあいつに恋気分』（くずまりこ絵、ポプラ社） 1989年
- 『あしたもあいつに恋気分』（くずまりこ絵、ポプラ社） 1991年
- 『心のおくりもの』（大波多陽子絵、文芸社） 2002年
- 『わんわんムサシのおしゃべり日記』（新風舎） 2005年
- 『夏色の幻想曲』（西川知子絵、新風舎） 2007年
- 『12の動物ものがたり』（白崎裕人画、文芸社） 2008年